# 阳湖镇
阳湖镇，是中华人民共和国安徽省黄山市屯溪区下辖的一个乡镇级行政单位。

## 行政区划
阳湖镇下辖以下地区：
稽灵山社区、阳湖社区、洽阳社区、兖山社区、黄口社区、柏山社区、兖溪村、紫阜村、三充村和黄山学院社区。